# Sjeverni amami-okinavski jezici
Sjeverni amami-okinavski jezici, sjeverna podskupina amami-okinavskih jezika, šira rjukjuanska skupina, japanska poodica. Jezici se govore na otocima u otočju Okinawa u Japanu. Obuhvaća 4 jezika od kojih je najznačajni sjeverni amami-oshima [ryn] s oko 10.000 govornika (2004). 
Ostali jezici imaju manji broj govornika, a većina njih služi se i japanskim jezikom; to su: južni amami-oshima [ams] 1.800 (2004); kikai [kzg] 13.066 (2000) etničkih (uglavnom govornici starije dobi); toku-no-shima [tkn] 5.100 (2004).

## Vanjske poveznice
- Ethnologue (14th)
- Ethnologue (15th)